# Statuut van Autonomie van Cantabrië
Het Statuut van Autonomie van Cantabrië (Spaans: Estatuto de Autonomía de Cantabria) bevat de basisnormen van de autonome gemeenschap van Cantabrië. Het bevat de beleidsterreinen waar de Cantabrische overheid zeggenschap over heeft, alsmede de lichamen en instituties waarmee die zeggenschap wordt uitgeoefend.
Het Statuut is in feite een Spaanse wet, aangenomen op 15 december 1981 door het Spaanse parlement en van kracht sinds 11 januari 1982. Later is het Statuut enkele malen aangepast om de autonomie van Cantabrië te vergroten en tijdelijke regelingen te veranderen in permanente regelingen.